# Лотурі (Арджеш)
Лотурі (рум. Loturi) — село у повіті Арджеш в Румунії. Входить до складу комуни Скіту-Голешть.
Село розташоване на відстані 121 км на північний захід від Бухареста, 41 км на північ від Пітешть, 137 км на північний схід від Крайови, 67 км на південний захід від Брашова.

## Населення
За даними перепису населення 2002 року у селі проживали 334 особи, усі — румуни. Усі жителі села рідною мовою назвали румунську.